# Cheniseo faceta
Cheniseo faceta là một loài nhện trong họ Linyphiidae.
Loài này thuộc chi Cheniseo. Cheniseo faceta được Bishop & Crosby miêu tả năm 1935.